# Szwarunki
Szwarunki (deutsch Klein Schwaraunen) ist ein Ort in der polnischen Woiwodschaft Ermland-Masuren. Er gehört zur Gmina Bartoszyce (Landgemeinde Bartenstein) im Powiat Bartoszycki (Kreis Bartenstein (Ostpr.)).

## Geographische Lage
Szwarunki liegt in  der nördlichen Mitte der Woiwodschaft Ermland-Masuren, 29 Kilometer südwestlich der früheren und heute auf russischem Staatsgebiet gelegenen Kreisstadt Friedland (russisch Prawdinsk) bzw. fünf Kilometer südlich der heutigen Kreismetropole Bartoszyce (deutsch Bartenstein).

## Geschichte
Unter der Bezeichnung Berwaldtshof und mit einem großen Hof wurde 1366 das spätere Klein Schwaraunen gegründet. 1874 kam der Ort zum neu errichteten Amtsbezirk Kraftshagen (polnisch Krawczyki) im ostpreußischen Kreis Friedland (1927 bis 1945: „Kreis Bartenstein“).
Noch Ende des 19. Jahrhunderts kam Klein Schwaraunen zum Gutsbezirk Kraftshagen. 32 Einwohner zählte der kleine Ort im Jahre 1905.  Ab dem 30. September 1928 war Klein Schwaraunen ein Wohnplatz in der Landgemeinde Kraftshagen.
Als 1945 in Kriegsfolge das gesamte südliche Ostpreußen an Polen fiel, erhielt Klein Schwaraunen die polnische Namensform „Szwarunki“. Heute ist der Ort eine Kolonie innerhalb der Landgemeinde Bartoszyce (Bartenstein) im Powiat Bartoszycki (Kreis Bartenstein (Ostpr.)), von 1975 bis 1998 der Woiwodschaft Olsztyn, seither der Woiwodschaft Ermland-Masuren zugehörig.

## Religion
Christentum
Bis 1945 war Klein Schwaraunen in die evangelische Stadtkirche Bartenstein in der Kirchenprovinz Ostpreußen der Kirche der Altpreußischen Union, außerdem in die römisch-katholische St.-Bruno-Kirche Bartenstein im damaligen Bistum Ermland eingepfarrt.
Heute gehört Szwarunki katholischerseits weiterhin zur bisherigen Pfarrkirche, evangelischerseits zur Kirchengemeinde der Stadt, die jetzt eine Filialgemeinde der Pfarrei Kętrzyn (Rastenburg) in der Diözese Masuren der Evangelisch-Augsburgischen Kirche in Polen ist.

## Verkehr
Szwarunki liegt an der verkehrsreichen polnischen Landesstraße 57, die auf der Trasse der früheren deutschen Reichsstraße 128 die Woiwodschaft Ermland-Masuren mit der Woiwodschaft Masowien verbindet. Eine Anbindung an den Bahnverkehr besteht nicht.